# Sunset Mission
Sunset Mission es el tercer álbum de estudio de la banda alemana Bohren & der Club of Gore. Fue publicado el 20 de febrero de 2000 a través de Wonder Records.

## Recepción de la crítica
El crítico de AllMusic, James Mason, comentó: “Esto es jazz lento, oscuro y especialmente exuberante, perfecto para una cabina en la parte trasera de un salón narcoléptico, con un cigarrillo quemándose lentamente más allá del filtro, viendo mentiras secretas que se cuentan entre amantes de una noche”. Jamesastone de The Music Hammer describe Sunset Mission como “uno de los álbumes de jazz más suaves y relajantes que he tenido el placer de escuchar”, añadiendo: “Aunque ya tiene más de 10 años, sigue siendo tan relevante como si se hubiera lanzado ayer”.

## Lista de canciones
Todas las canciones escritas y compuestas por Bohren & der Club of Gore.
1. «Prowler» – 5:05
2. «On Demon Wings» – 7:02
3. «Midnight Walker» – 7:19
4. «Street Tattoo» – 9:52
5. «Painless Steel» – 5:48
6. «Darkstalker» – 5:43
7. «Nightwolf» – 16:32
8. «Black City Skyline» – 5:52
9. «Dead End Angels» – 10:27

## Créditos y personal
Créditos adaptados desde las notas de álbum de Sunset Mission.
Bohren & der Club of Gore
- Morten Gass – piano
- Christoph Clöser – saxofón tenor
- Thorsten Benning – batería
- Robin Rodenberg – guitarra bajo

Personal técnico
- Bohren & der Club of Gore – producción
- Morten Gass – producción, ingeniero de audio
- Michael Schwabe – masterización
- Hans Loffler – diseño de portada